# 1969年の文学
1969年の文学（1969ねんのぶんがく）では、1969年（昭和44年）の文学に関する出来事について記述する。

## できごと
- 1月20日 - 第60回芥川龍之介賞・直木三十五賞（1968年下半期）の選考委員会開催。
- 5月1日 - 川端康成がハワイ大学で『美の存在と発見』と題する特別講演を行う。
- 5月13日 - 三島由紀夫が「東大焚祭」で東大全共闘と討論会を行う。
- 6月8日 - 川端康成がハワイ大学から名誉文学博士号を贈られる。
- 8月10日 - 庄司薫の『赤頭巾ちゃん気をつけて』が中央公論社より刊行される。同書は1969年年間ベストセラーの総合7位を記録した[1]。
- 9月 - 川端康成がサンフランシスコ日本週間に文化使節として招かれ、移民百年記念の特別講演『日本文学の美』を行う。
- 11月10日 - せなけいこの絵本『ねないこだれだ』が福音館書店より刊行される[2]。
- 11月15日 - 伊藤整が胃癌のため死去。
- 11月24日 - 澁澤龍彦が前田龍子と結婚。

## 賞

### 芥川賞・直木賞
第60回（1968年下半期）
- 芥川賞 - 該当作なし
- 直木賞 - 陳舜臣『青玉獅子香炉』、早乙女貢『僑人の檻』

第61回（1969年上半期）
- 芥川賞 - 庄司薫『赤頭巾ちゃん気をつけて』、田久保英夫『深い河』
- 直木賞 - 佐藤愛子『戦いすんで日が暮れて』

### その他の賞
- 谷崎潤一郎賞（第5回） - 円地文子『朱を奪うもの』『傷ある翼』『虹と修羅』
- 群像新人文学賞（第12回） - 李恢成『またふたたびの道』
- 多喜二・百合子賞（第1回） - 松田解子『おりん口伝』・伊東信『地獄鉤』

## 1969年の本

### 小説・戯曲
- 安部公房 『棒になった男』（新潮社）
- 後藤明生 『私的生活』（新潮社）
- 佐藤愛子 『戦いすんで日が暮れて』（講談社）
- 庄司薫 『赤頭巾ちゃん気をつけて』（中央公論社）
- 杉本苑子 『傾く滝』（講談社）
- 筒井康隆 『霊長類南へ』（講談社）
- 戸川昌子 『蒼い蛇』（徳間書店）
- 三島由紀夫 『春の雪』〈豊饒の海・第一巻〉（新潮社）、『奔馬』〈豊饒の海・第二巻〉（新潮社）、『黒蜥蜴』（牧羊社）、『癩王のテラス』（中央公論社）、『椿説弓張月』（中央公論社）

### 評論
- 川端康成 『美しい日本の私―その序説』（講談社）、『美の存在と発見』（毎日新聞社）
- 三島由紀夫 『文化防衛論』（新潮社）、『若きサムラヒのために』（日本教文社）

### その他
- 石牟礼道子 『苦海浄土―わが水俣病』（講談社）
- 小田実 『人間のなかの歴史』（講談社）
- 司馬遼太郎 『手掘り日本史』（毎日新聞社）
- せなけいこ 『ねないこだれだ』（福音館書店）
- 三島由紀夫『討論 三島由紀夫vs.東大全共闘《美と共同体と東大闘争》』（新潮社）

## 死去
- 1月23日 - 酒井七馬、大阪府出身の漫画家、紙芝居作家。63歳没。
- 1月29日 - 橋本一明、日本のフランス文学者。42歳没。
- 3月11日 - ジョン・ウィンダム、イギリスのSF作家。代表作に『トリフィド時代』や『呪われた村』などがある。65歳没。
- 6月24日 - 高野悦子、『二十歳の原点』の著者。20歳没。
- 7月17日 - 大場正史、佐賀県出身の翻訳家。55歳没。
- 7月24日 - ヴィトルド・ゴンブローヴィッチ、ポーランド出身の小説家・劇作家。64歳没。
- 10月2日 - ノエル・ヌエット、フランスの詩人・画家。84歳没。
- 10月9日 - 正力松太郎、日本の内務官僚、実業家。元読売新聞社社主。84歳没。
- 10月21日 - ジャック・ケルアック、米国の小説家・詩人。47歳没。
- 10月28日 - コルネイ・チュコフスキー、ロシアの作家・評論家・翻訳家。87歳没。
- 11月11日 - 長谷川如是閑、日本のジャーナリスト、文明批評家。93歳没。
- 11月15日 - 伊藤整、日本の小説家・翻訳家。64歳没。
- 12月30日 - 由起しげ子、日本の小説家。69歳没。